# Cassiano
Genival Cassiano dos Santos (Campina Grande, 16 de setembro de 1943 — Rio de Janeiro, 7 de maio de 2021), mais conhecido apenas como Cassiano, foi um cantor, compositor e guitarrista brasileiro. É reconhecido, ao lado de Tim Maia e Hyldon, como um dos três grandes precursores do estabelecimento de uma cena de black music – influenciada pelo funk e o soul estadunidenses – na música popular do Brasil. Sua carreira artística, contudo, ficou comprometida por conta de um grave problema respiratório no final dos anos 1970, no qual ele perdeu uma parte dos pulmões. Além da dificuldade de atuar como cantor, a relação de Cassiano com a indústria fonográfica deteriorou-se ainda mais, o que acabou levando a reclusão total do compositor ao longo das últimas três décadas da sua vida. Ao longo de sua trajetória musical, o cantor gravou quatro LPs de estúdio, sendo três dos quais – Imagem e Som, Apresentamos nosso Cassiano e Cuban Soul: 18 Kilates – lançados na década de 1970. Seu trabalho derradeiro, Cedo ou Tarde, foi lançado no início da década de 1990. Entre seus maiores sucessos comerciais, destacam-se "A Lua e Eu" e "Coleção", na sua voz, "Primavera (Vai Chuva)" e "Eu Amo Você", interpretadas por Tim Maia.

## Biografia
Nascido na Paraíba, viveu pouco tempo no estado sendo que uma das poucas lembranças que tem dessa época é a amizade que seu pai tinha com Jackson do Pandeiro. No fim da década de 1940 mudou-se com a família para o Rio de Janeiro e trabalhou como assistente de pedreiro. Foi nessa época que aprendeu com o pai os primeiros acordes de bandolim e violão.

## Carreira

### Início: Os Diagonais e Tim Maia
Iniciou a carreira musical em 1964 como violonista do Bossa Trio, grupo que surgiu rastro da proliferação dos conjuntos de samba jazz vinculados à bossa nova, mas com uma marcada influência do jazz e do, até então, incipiente soul dos Estados Unidos. Apesar da curta duração, o Bossa Trio gravou dois LPs e uma série de compactos. Após essa experiência, Cassiano, o irmão Camarão e o amigo Amaro fundaram "Os Diagonais", grupo notadamente influenciado pela soul music estadunidense.
Embora tenha participado apenas do álbum Os Diagonais, lançado em 1969, o trabalho musical de Cassiano no grupo chamou a atenção de outros artistas da cena brasileira. Entre eles, Tim Maia, que, depois de um período nos Estados Unidos, descobriu no compositor paraibano um outro entusiasta da obra de Marvin Gaye, Otis Redding e Stevie Wonder. Foi então que Tim Maia convidou o músico a participar do primeiro disco do cantor tanto como guitarrista quanto compositor – Cassiano assinou quatro das doze faixas do LP Tim Maia, de 1970: "Você Fingiu", "Padre Cícero", essa em parceria com Tim, "Eu Amo Você" e "Primavera (Vai Chuva)", ambas em parceria com Sílvio Rochael e grandes sucessos nas rádios brasileiras.

### Carreira solo: dificuldades e sucesso
A boa repercussão comercial do disco de estreia de Tim Maia possibilitou a chance para Cassiano gravar seu primeiro álbum solo, Imagem e Som, lançado em 1971 pela RCA. Estão nele a versão do autor para "Primavera (Vai Chuva)" e duas parcerias com Tim, "Tenho Dito" e "Ela Mandou Esperar". Embora tenha ganhado reconhecimento tardio como uma sofisticada mistura de bossa, samba, soul e funk, o LP não teve uma grande repercussão na época do lançamento.
Em 1973, pela Odeon, Cassiano gravou seu segundo LP, Apresentamos Nosso Cassiano, no qual interpretou dez composições de sua autoria, entre elas "Cedo ou Tarde" (em parceria com Suzana), "Me Chame Atenção" (composta com Renato Britto) e "Castiçal". Embora algumas canções tivessem recebido um verniz mais pop em relação ao primeiro álbum, o disco ainda mantinha características experimentais quase psicodélicas e que ecoavam rock progressivo em outras faixas, o que também fez do LP, além da ausência de um hit comercial, um trabalho de difícil assimilação nas rádios do país.
Foi então que, em 1975, Cassiano finalmente obteve êxito comercial no Brasil com os singles "A Lua e Eu" e "Coleção" (ambas compostas em parceria com Paulo Zdanowski), cujo sucesso foi também impulsionado pela inclusão de ambas nas trilhas sonoras das telenovelas O Grito (na qual entrou "A Lua e Eu") e Locomotivas (com "Coleção"), ambas da Rede Globo. Com essas duas músicas no repertório, o álbum Cuban Soul: 18 Kilates, de 1976, se tornou o disco referência de seu trabalho, mas, mesmo esse sucesso, não facilitou a relação de Cassiano com as gravadoras.

### Problemas de saúde e reclusão
Em 1978, a Discos CBS desistiu de lançar um quarto álbum de Cassiano, por considerá-lo um produto sem retorno financeiro garantido. Nessa mesma época, os problemas de saúde começaram a atrapalhar a carreira musical do músico. Forçado a retirar parte do pulmão, Cassiano só pode retomar a carreira, em ritmo bem mais comedido, em 1984. Um novo trabalho, que também seria seu último LP de estúdio em vida, foi lançado em 1991. O disco foi chamado de Cedo ou Tarde e contava com as participações de Sandra de Sá, Ed Motta e Claudio Zoli — três artistas nitidamente influenciados por ele —, bem como de Djavan, Luiz Melodia e Marisa Monte. Além de sucessos antigos regravados, constam também uma ou outra composição inédita, como "Rio Best-seller". Entretanto, sem o controle da direção musical do disco, Cassiano ficou extremamente insatisfeito com o resultado final deste "álbum tributo" e, a partir de então, o cantor resolveu nunca mais gravar um disco, tendo permanecido recluso e arredio ao longo de suas últimas três décadas de vida em um apartamento na zona sul do Rio de Janeiro.
Em 2000, Ed Motta produziu “Cassiano Coleção”, um álbum de coletâneas com 14 faixas retiradas dos três LPs lançados por Cassiano entre 1971 e 1976.

### Morte
Em 2021, os problemas pulmonares de Cassiano agravaram-se. Depois de algumas semanas internado no Hospital Estadual Carlos Chagas, no Rio de Janeiro, o compositor acabou vitimado, aos 77 anos, por uma arritmia cardíaca em 7 de maio desse mesmo ano.

## Discografia
Álbuns de estúdio na carreira solo
- 1971 - Imagem e Som
- 1973 - Apresentamos nosso Cassiano
- 1976 - Cuban Soul
- 1991 - Cedo ou Tarde

Álbum de coletânea na carreira solo
- 2000 - Cassiano Coleção

Como integrante do grupo Os Diagonais
- 1969 - Os Diagonais